# Игра Медкова

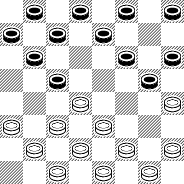
Табия дебюта

Игра Медкова — дебют в русских шашках. Табия дебюта возникает после ходов 1.cd4 fg5 2.bc3 gf6 3.ab2 dc5 4.gh4. "Основную схему развития в этом дебюте (движения трёх белых шашек по большой диагонали) предложил В. В. Медков" (Цукерник, 1996, С. 194)